# Формула Маграбе
У фінансовій математиці, формула Маграбе — це одна з формул оцінки опціонів. Її застосовують до опціону на обмін (опціон Маграбе) одного ризикованого активу на інший у момент погашення. Формулу незалежно запропонували Вільям Маграбе і Стенлі Фішер 1978 року.

## Визначення
Нехай {\displaystyle S_{1}(t)} і {\displaystyle S_{2}(t)} — ціни двох ризикованих активів у момент {\displaystyle t}, кожен з них має фіксований неперервний дивіденд рівний {\displaystyle q_{i}}. Опціон {\displaystyle C}, який ми хочемо оцінити, дає покупцеві право (але не обов'язок) обміняти другий актив на перший у момент погашення {\displaystyle T}. Іншими словами, його виграш {\displaystyle C(T)} становитиме {\displaystyle \max(0,S_{1}(T)-S_{2}(T))}.
Модель ринку Маграбе передбачає тільки існування двох ризикованих активів, чиї ціни дотримуються геометричного броунівського руху. Волатильності цих броунівських рухів не сталі, але важливо, що волатильність {\displaystyle \sigma } їх відношення {\displaystyle S_{1}/S_{2}} є константою. Зокрема, модель не передбачає існування безризикового активу (такого як облігація з нульовим купоном) або будь-якої норми відсоткової ставки.
Якщо волатильності {\displaystyle S_{i}} дорівнюють {\displaystyle \sigma _{i}}, то {\displaystyle \textstyle \sigma ={\sqrt {\sigma _{1}^{2}+\sigma _{2}^{2}-2\sigma _{1}\sigma _{2}\rho }}}, те {\displaystyle \rho } — коефіцієнт кореляції броунівських рухів {\displaystyle S_{i}}.
Формула Маграбе встановлює справедливу ціну опціону в початковий момент часу як:
{\displaystyle e^{-q_{1}T}S_{1}(0)N(d_{1})-e^{-q_{2}T}S_{2}(0)N(d_{2})}
де через {\displaystyle N} позначено кумулятивний стандартний нормальний розподіл,
{\displaystyle d_{1}={\frac {\ln(S_{1}(0)/S_{2}(0))+(q_{2}-q_{1}+\sigma ^{2}/2)T}{\sigma {\sqrt {T}}}}},
{\displaystyle d_{2}=d_{1}-\sigma {\sqrt {T}}}.

## Доведення
Формула доводиться зведенням до формули Блека — Шоулза:
- По-перше, розглянемо обидва активи, оцінені в одиницях {\displaystyle S_{2}} (у таких випадках кажуть, що {\displaystyle S_{2}} використовується як рахункові гроші), це означає, що одиниця першого активу тепер коштує {\displaystyle S_{1}/S_{2}} одиниць другого активу, а другий актив коштує рівно 1.
- За такого вибору рахункових грошей, другий актив стає безризиковим і його дивідендна ставка {\displaystyle q_{2}} збігається з нормою відсоткової ставки. Дохід опціону, перерахований відповідно до зміни рахункових грошей, дорівнює {\displaystyle \max(0,S_{1}(T)/S_{2}(T)-1)}.
- Таким чином, вихідний опціон стає кол-опціоном на перший базовий актив (з його рахунковою ціною) ціною страйк рівною 1 одиниці безризикового активу. Зазначимо, що дивідендна ставка {\displaystyle q_{1}} першого активу залишається тією ж самою навіть після перерахунку.
- Застосовуючи формулу Блека — Шоулза до цих значень як до відповідних вхідних даних, наприклад, значення початкового активу {\displaystyle S_{1}(0)/S_{2}(0)}, відсоткова ставка {\displaystyle q_{2}}, волатильність {\displaystyle \sigma } і т. д, отримаємо ціну опціону, виражену в рахункових грошах.
- Оскільки остаточну ціну опціону виражено в одиницях {\displaystyle S_{2}}, то множення на {\displaystyle S_{2}(0)} переведе відповідь у початкові одиниці, тобто звичайну валюту, в якій і отримаємо формулу Маграбе.